# Los Pekenikes
Los Pekenikes est un groupe de rock espagnol, originaire de Madrid. Le groupe est formé en 1956 et actif jusqu'en 1996.

## Biographie
Le groupe est formé en 1959 au lycée Ramiro de Maeztu, à Madrid, sous l'impulsion des frères Alfonso et Lucas Sainz. Le nom Pekenikes vient de la jeunesse de ses membres, pequeñín signifiant « petit » en espagnol, et a vu le « Q » remplacé par un « K » car il ne rentrait pas sur la grosse caisse. Peu de temps après leur formation au lycée, Los Pekenikes enregistrent leur premier album pour Hispavox. Ils se produisent ensuite à la télévision espagnole et obtiennent le premier disque d'or en Espagne, qu'ils jouent au Festival de Monaco.
Le 2 juillet 1965, ils font la première partie de l'unique représentation des Beatles à Madrid (à la Plaza de Toros). Le départ du chanteur Juan Pardo, qui est parti rejoindre Los Brincos, laisse Los Pekenikes sans voix, ce qui les pousse vers une musique pleinement instrumentale. Dans la foulée, le groupe sort le morceau Hilo de seda dont le succès leur permet de proposer un LP (avec les titres Lady Pepa et Frente al palacio) aux États-Unis mais aussi au Mexique, en France et en Italie, entre autres.

## Style musical
Ayant d'abord commencé par des reprises comme celle d'Isaac Albéniz (Sombras y rejas) ou bien celle de Jean-Sébastien Bach (aria de la Passion selon saint Matthieu), le style du groupe évolue progressivement vers la musique popularisée par The Shadows au Royaume-Uni. 
En plus des guitares électriques communes à la plupart des groupes des années 1950 et 1960, leurs morceaux font appel au saxophone, à la flûte, au trombone ou encore au violon quand le chant a été mis de côté depuis le départ de Juan Pardo.  

## Discographie

### Albums studio
- 1966 : Los Pekenikes (Hispavox)
- 1967 : Los Pekenikes (Hispavox)
- 1969 : Alarma (Hispavox)
- 1971 : Ss.Ss.Ss.Q.E.S.M. (Hispavox)
- 1972 : Los Pekenikes (Moviueplay)
- 1973 : Saltamontes (Movieplay)
- 1975 : Los Pekenikes (Movieplay)
- 1977 : Cachimba (Movieplay)
- 1979 : Lo nuevo de Los Pekenikes (Nevada)
- 1984 : Scanner (Lady Alicia Records)
- 1986 : Tren a Memphis (Zafiro)
- 1996 : Diáspora (Fonomusic)